# Microregione di São Miguel do Araguaia
São Miguel do Araguaia è una microregione dello Stato del Goiás in Brasile, appartenente alla mesoregione di Noroeste Goiano.

## Comuni
Comprende 7 municipi:
- Crixás
- Mozarlândia
- Mundo Novo
- Nova Crixás
- Novo Planalto
- São Miguel do Araguaia
- Uirapuru